# Dead Trigger 2
Dead Trigger 2 é um jogo eletrônico de tiro em primeira pessoa de terror e de sobrevivência desenvolvido e publicado pela Madfinger Games, posteriormente adquirido pela Deca Games. Foi lançado para dispositivos móveis Android e iOS em 23 de outubro de 2013 e para o Facebook em 20 de fevereiro de 2014. Assim como o Dead Trigger original, Dead Trigger 2 é um jogo de tiro em primeira pessoa com temática de zumbis para um jogador. A Nvidia apresentou Dead Trigger 2 como a primeira demonstração tecnológica para seu próximo móvel Tegra 4 em um chip; Slide to Play e Android Police compararam a qualidade gráfica do jogo móvel com o Xbox 360 e o PlayStation 3.
Dead Trigger 2 utiliza o motor gráfico de jogo Unity. Foi lançado como um jogo gratuito para celulares; microtransações estão incluídas no produto final, mas os desenvolvedores testaram o jogo sem compras no aplicativo para garantir que a jogabilidade principal funcionasse sem elas.

## Jogabilidade
Dead Trigger 2 é um jogo de tiro em primeira pessoa com temática de apocalipse zumbi, com elementos de survival horror e RPG de ação, atualmente disponível para iOS e Android, e recentemente para dispositivos móveis Windows Phone 8.1. Rodando no motor de jogo Unity, o jogo apresenta um sistema de progressão, vários ambientes, armas desbloqueáveis e atualizáveis, e vários tipos de missões baseadas em história e de jogo rápido.
Dead Trigger 2 é um jogo de tiro de movimento livre; em vez da jogabilidade on-rails típica de jogos de tiro de zumbis para dispositivos móveis, o jogador controla o movimento do personagem como um FPS típico de console ou PC. O jogo apresenta dois paradigmas de controle dramaticamente diferentes; com os controles padrão, o jogador apenas mira nos zumbis, suas armas atacarão automaticamente quando um zumbi estiver sob a mira. O esquema de controle avançado funciona como o primeiro jogo. O jogador pressiona um botão para disparar a arma, e um botão adicional permite que o jogador mire na mira da arma para maior precisão.
A jogabilidade geralmente gira em torno de completar objetivos enquanto mata zumbis (ocasionalmente matar zumbis é o único objetivo). Também tem uma onda infinita de zumbis na arena da morte. Também há diferentes campanhas e torneios. O jogador tem uma quantidade limitada de saúde que é renovada no início de cada missão. O jogador perde saúde quando atingido por zumbis ou por certos perigos ambientais (por exemplo, radiação). O jogador pode recuperar a saúde tomando pílulas de cura ou obtendo um aumento de saúde de um zumbi especial.
Os inimigos vêm em dois tipos, zumbis padrão e zumbis especiais. Zumbis padrão geralmente andam lentamente e atacam com seus braços, mas alguns podem correr ou carregar armas corpo a corpo para aumentar o dano. Zumbis especiais têm aparências distintas e características únicas; eles são mais mortais e difíceis de matar, mas deixam cair projetos ou grandes quantidades de dinheiro (e às vezes saúde) quando mortos.
Além de carregar duas armas primárias, o jogador também carrega uma arma corpo a corpo e até três tipos de itens consumíveis. Os consumíveis incluem pílulas de saúde, granadas, galinhas explosivas e outros.
O enredo envolve 5 campanhas, cada uma ambientada em um continente diferente:
- Campanha dos EUA
- Campanha África
- Campanha da China
- Campanha Europa
- Campanha América do Sul

## Recepção
Dead Trigger 2 recebeu críticas positivas dos críticos. O site agregador de críticas Metacritic fornece uma pontuação de 77 de 100 com base em 12 críticos.